# Kelemen Attila (orvos)
Kelemen Attila (Marosvásárhely, 1919. május 7. – Marosvásárhely, 1994. június 24.[forrás?]) orvos, gyermeksebész, orvosi szakíró. Kelemen Attila politikus apja.

## Életútja
Szülővárosában a Református Kollégiumban érettségizett (1937), orvosi oklevelét a kolozsvári egyetemen szerezte (1944), Bukarestben sportorvosi képesítést is szerzett (1949). Pályáját a kolozsvári, majd marosvásárhelyi Sebészeti Klinika gyakornokaként kezdte, 1949-től ugyanott az OGYI, 1960-tól a Gyermeksebészeti Klinika tanársegédje, 1961-től az orvostudományok doktora, 1966-tól adjunktus, 1972-től előadótanár, osztályvezető főorvos.
Szakközleményeit az Orvosi Szemle – Revista Medicală, Chirurgia, Pediatria, Viața Medicală közölte. Romániában elsőnek számolt be az izomrelaxánsokkal társított intratracheális altatásról (1954). Szakdolgozataiban a fejlődési rendellenességek kórtanával, megjelenési formáival, gyógyításával foglalkozott. Új eljárást dolgozott ki a nyelőcső veleszületett elzáródásainak műtéti megoldására, a herék rendellenes elhelyezkedésének sebészeti kezelésére. A bécsi V-th International Congress of Infectious Diseases keretében is tanulmánnyal szerepelt (1970).
Fiatal korában aktívan sportolt: országos úszóbajnok, vízilabda-versenyző, edző, a sport mestere (1954). A 400 méteres gyorsúszásban 15 évig tartotta az országos csúcsot, részt vett a helsinki olimpián is. Sportorvosi jegyzetet szerkesztett a Testnevelési Főiskola hallgatóinak (1954).
A Mátyás Mátyás szerkesztette kőnyomatos Sebészet c. jegyzet (Marosvásárhely, 1950) és a Száva János szerkesztette Ortopédia c. tankönyvpótló jegyzet (Marosvásárhely, 1977) társszerzője.
Az 1989-es fordulat után az RMDSZ-ben politizált az RMDSZ Szövetségi Egyeztető Tanácsának tagjaként.